# 30th Anniversary Concert Tour Encore “The Saltmoderate Show”
『30th Anniversary Concert Tour Encore “The Saltmoderate Show"』(サーティース・アニバーサリー・コンサート・ツアー・アンコール "ザ・ソルトモデラート・ショー")は安全地帯のライブ・ビデオ

## 解説
映像作品としては同年発売の『ANZENCHITAI & KOJI TAMAKI RARE ARCHIVE 2012』から僅か2ヶ月での発売となった。
本作は安全地帯のデビュー30周年を記念して開催されたライブ・ツアーの様子を収録したもので、渋谷公会堂にて行われた公演の様子が収録された。

## 収録曲
1. オープニング
2. ラスベガス・タイフーン
3. Lazy Daisy
4. 悲しきコヨーテ
5. 熱視線
6. 好きさ
7. 一本の鉛筆
8. よかった
9. ただいま...おかえり
10. 君がいないから
11. MC
12. ボードビリアン〜悲しみの道化師〜
13. 希望の光
14. 海路
15. 夏の終りのハーモニー
16. ワインレッドの心
17. MC
18. 田園
19. MC
20. 純情
21. 悲しみにさよなら
22. 盾
23. 1991年からの警告
24. 半端そうにYes
25. じれったい
26. Interlude
27. 真夜中すぎの恋
28. MC
29. 愛を鳴らせ
30. MC
31. 清く正しく美しく
32. I Love Youからはじめよう
33. あなたに
34. エンディング

特典映像：DOCUMENTARY Filmed at 渋谷公会堂 2013.4.27